# Филиппы
Фили́ппы (греч. Φίλιπποι) — древний македонский город на побережье Эгейского моря, на бывшей Эгнатиевой дороге. Основан македонским царём Филиппом и назван в его честь. В римскую эру в 42 году до н. э. близ города произошло два сражения между цезарианцами (Октавиан Август и Марк Антоний) и республиканцами (Марк Юний Брут). Первый европейский город, где стараниями апостола Павла была образована христианская община, были крещены Лидия из Фиатир «и домашние её» (Деян. 16:12). К жителям города обращено одно из посланий апостола Павла. В 2016 году руины древнего города были объявлены ЮНЕСКО памятником Всемирного наследия.
- 1. Акрополь
- 2. Стена
- 3. Эгнатиева дорога
- 4. Неапольские ворота
- 5. Кренидские ворота
- 6. Форум
- 7. Библиотека
- 8. Восточный храм (Храм Цезаря и Ромы)
- 9. Западный храм (Булевтерий/Курия)
- 10. Римская базилика
- 11. Архивы
- 12. Мацеллум
- 13. Палестра
- 14. Общественные туалеты
- 15. Театр
- 16. Эллинистический героон
- 17. Римская крипта, также называемая "Тюрьмой апостола Павла"
- 18. Святилище египетских богов
- 19. Базилика A
- 20. Базилика B
- 21. Базилика C
- 22. Восьмиугольная церковь
- 23. Епископейон (резиденция епископа)
- 24. Археологический музей Филипп

Легенда:
 Эллинистический период
 Римский период
 Византийский период
 Современный период